# Piotr Gnido
Piotr Andriejewicz Gnido, Petro Andrijowycz Hnido (ros. Пётр Андреевич Гнидо, ukr. Петро Андрійович Гнидо, ur. 22 grudnia 1919 w Starodońśkiej Bałce w rejonie berezowskim w obwodzie odeskim, zm. 17 marca 2006 w Odessie) – radziecki lotnik wojskowy, generał major lotnictwa, Bohater Związku Radzieckiego (1943).

## Życiorys
Urodził się w ukraińskiej rodzinie chłopskiej. W 1937 ukończył technikum medyczne w Odessie, pracował jako naczelnik służby sanitarnej w obwodzie astrachańskim, jednocześnie uczył się w aeroklubie w Astrachaniu. Od września 1939 służył w Armii Czerwonej, w 1940 ukończył wojskową szkołę lotniczą w Stalingradzie, gdzie następnie był instruktorem. Po ataku Niemiec na ZSRR został skierowany na front jako lotnik 248 pułku lotnictwa myśliwskiego 74 Dywizji Lotnictwa Myśliwskiego Sił Powietrznych Frontu Południowego, od 12 lipca 1941 uczestniczył w walkach na terytorium południowej Ukrainy i południowej Rosji. 12 grudnia 1941 w walce powietrznej staranował swoim I-16 niemiecki samolot, odnosząc przy tym ciężką ranę. Po wyjściu ze szpitala w Groznym w marcu 1942 został skierowany do zapasowego pułku, gdzie nauczył się pilotować myśliwiec ŁaGG-3, później myśliwce Ła-5 i Ła-7. W lipcu 1942 wrócił na front, walczył w składzie 13 pułku lotnictwa myśliwskiego 201 Dywizji Lotnictwa Myśliwskiego na Froncie Stalingradzkim, Południowo-Wschodnim, ponownie Stalingradzkim, Południowym i Północno-Kaukaskim, brał udział m.in. w bitwie pod Stalingradem i operacji rostowskiej.
Do marca 1943 jako dowódca eskadry 13 pułku lotnictwa myśliwskiego 201 Dywizji Lotnictwa Myśliwskiego 201 Dywizji Lotnictwa Myśliwskiego 2 Mieszanego Korpusu Lotniczego 8 Armii Powietrznej Frontu Południowego w stopniu porucznika wykonał 206 lotów bojowych i stoczył 43 walki powietrzne, strącając osobiście 14 i w grupie 7 samolotów wroga. Później walczył na Froncie Północno-Kaukaskim, Woroneskim, 1 i 4 Ukraińskim, wiosną 1943 brał udział w walkach na Kubaniu, w bitwie pod Kurskiem, bitwie o Dniepr, operacji korsuń-szewczenkowskiej, proskurowsko-czerniowieckiej, karpacko-użgorodzkiej, wschodniokarpackiej i morawsko-ostrawskiej. Swoją ostatnią walkę powietrzną stoczył 22 kwietnia 1945. Łącznie do końca wojny wykonał 406 lotów bojowych i stoczył 80 walk powietrznych, w których strącił 34 samoloty wroga osobiście i 7 w grupie (inne źródła mówią o 30 zwycięstwach odniesionych osobiście i 6 w grupie). Był trzykrotnie ranny i czterokrotnie zestrzelony. 24 czerwca 1945 brał udział w Paradzie Zwycięstwa na placu Czerwonym w Moskwie. 
W 1952 ukończył Akademię Sił Powietrznych i został dowódcą pułku lotnictwa myśliwskiego, od października 1956 do stycznia 1957 był zastępcą dowódcy, potem dowódcą dywizji lotnictwa myśliwskiego, w 1960 ukończył Wojskową Akademię Sztabu Generalnego. Później służył w wojskach rakietowych strategicznego przeznaczenia ZSRR, od lutego 1961 do lipca 1964 dowodził 50 Dywizją Rakietową w obwodzie żytomierskim, w 1963 otrzymał stopień generała majora. Od lipca 1964 do czerwca 1970 był zastępcą dowódcy samodzielnego gwardyjskiego korpusu rakietowego, od czerwca 1970 do listopada 1975 był zastępcą dowódcy 33 Gwardyjskiej Armii Rakietowej w Omsku, po czym zakończył służbę wojskową. Mieszkał w Odessie.

## Odznaczenia
- Złota Gwiazda Bohatera Związku Radzieckiego (1 maja 1943)
- Order Lenina (1 maja 1943)
- Order Czerwonego Sztandaru (czterokrotnie, 22 września 1942, 11 września 1943, 22 maja 1945 i 1957)
- Order Aleksandra Newskiego (14 sierpnia 1944)
- Order Czerwonego Sztandaru Pracy (1969)
- Order Wojny Ojczyźnianej I klasy (dwukrotnie, 27 kwietnia 1943 i 11 marca 1985)
- Order Czerwonej Gwiazdy (trzykrotnie, 23 lutego 1942, 1947 i 1954)
- Order „Za służbę Ojczyźnie w Siłach Zbrojnych ZSRR” III klasy (1975)
- Krzyż Wojenny Czechosłowacki 1939 (Czechosłowacja, 1945)

I medale.